# Vasugupta
Vasugupta est un philosophe shivaïte appartenant à l'école Trika et qui vécut entre le VIIIe et le IXe siècle de notre ère. Il est l'auteur des Śivasūtra qu'il reçut en rêve et qui est à la base du système trika ou système non-duel du shivaïsme du Cachemire. Il fut le maître de Kallaṭa qui composa la Spandakārikā sous sa direction.